# Guillermo Clarke
Guillermo Clarke o Clerk (Edimburgo, 5 de agosto de 1668 – La Granja, provincia de Segovia, 19 de agosto de 1743) fue un jesuita escocés, confesor real del rey Felipe V de España.

## Biografía
Su padre era católico, y estudió en el Seminario Escocés de Douai (Francia); desde allí pasó al de Roma en 1688 y al noviciado jesuita de San Andrés del Quirinal. Estudió humanidades durante dos años y siete estudios mayores en el Colegio Romano; pasó su tercera probación o último año de formación (1700-1701) en Florencia; enseñó filosofía en Ascoli y fue superior del Seminario Escocés en Roma. Fue Rector (1720-1726) del Colegio Escocés de Madrid y propuso mediante su Representación de la Compañía de Jesús a la Monarquía de España sobre la educación de la Juventud Noble de sus Reinos la fundación por Felipe V del Seminario de Nobles en el solar del colegio de Areneros de Madrid, posteriormente ICAI-ICADE de la Universidad de Comillas, a imitación de los que ya dirigía la Compañía de Jesús en diversas ciudades europeas, lo que en efecto se hizo en 1725. 
Al caer en desgracia el confesor real Gabriel Bermúdez por sospechas de la Inquisición (o, en realidad, por oponerse a que Felipe V volviera al trono contra su juramento al fallecer súbitamente Luis I, algo que iba en contra de los intereses de Isabel de Farnesio), fue designado para sucederlo el 7 de febrero de 1727, aunque su escaso dominio del francés lo desaconsejaba en favor de otros candidatos como el abate Montgon; pero Felipe había pensado en este último como espía en la corte de Francia y se quedó el cargo, en el que se cuidó de no contrariar en nada a la poderosa reina Isabel de Farnesio, que lo permitió porque quería que uno de sus hijos se quedara con un principado alemán y Clarke era confesor de los embajadores del Sacro Imperio Koenigseg y esposa. Clarke anduvo lo suficientemente sutil como para desvincularse y desentenderse en el delicado asunto del matrimonio del futuro Fernando VI con la portuguesa doña Bárbara de Braganza, y acompañó a los Reyes a Caya para el doble casamiento de éstos y de la infanta doña Mariana Victoria de Borbón con el príncipe heredero de Portugal, don José I. Los anónimos le tildaban de “zoquete” y responsable de la melancolía del llamado Felipe V "el Animoso". Como director de la Biblioteca Real, se cuidó de que la recién fundada Real Academia de la Historia tuviera un lugar donde alojarse en una de las salas de la misma, situada entonces en la calle del Tesoro, y allí se reunió por vez primera el 14 de mayo de 1736; sin embargo, hubo una escisión en la Academia entre los que publicaban en diarios y los que no, y Clarke, siempre partidario de no remover aguas, se puso de parte de los no diaristas. Tras dieciséis años de no inmiscuirse en las intenciones de la reina, algo muy insólito en un cargo tan comprometido, Clarke falleció y lo sustituyó otro jesuita, el francés Jaime Antonio Fèvre.